# يورغ فريك
يورغ فريك (بالألمانية: Jörg Fricke)‏ هو متسابق يخت ألماني، ولد في 13 مارس 1966.

## وصلات خارجية
- يورغ فريك على موقع أوليمبيديا (الإنجليزية)